# Haplogryllacris hieroglyphicoides
Haplogryllacris hieroglyphicoides is een rechtvleugelig insect uit de familie Gryllacrididae. De wetenschappelijke naam van deze soort is voor het eerst geldig gepubliceerd in 1924 door Lucien Chopard.